# Couronne de Wende

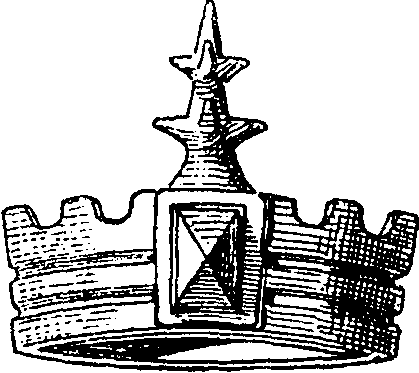
Dessin de la couronne de Wende par Hugo Gerard Ströhl dans Atlas Héraldique (1899)

La couronne de Wende était au XIXe siècle une trouvaille archéologique devenue un symbole historique de construction identitaire pour les grands-duchés de Mecklenburg-Schwerin et de Mecklembourg-Streliz. Cet objet, qui n'était ni wendais ni une couronne, constitue un exemple de tradition inventée.

## Origine
On désignait à la base par le terme "couronne de Wende" une pièce de bijouterie dont le premier exemplaire a été découvert dans le Mecklenbourg durant la première moitié du XIXe siècle. Elle se compose d'une base d'un peu près 13 centimètres de circonférence (5 pouces et demi en mesure hambourgeoise) et fermée par une pointe plus élevée. Environ un quart de l’anneau est destiné à être ouvert et se compose de deux parties qui, d’un côté, sont maintenues ensemble par une goupille et de l’autre, la fermeture est assurée par un petit pivot qui s’insère dans un trou opposé. La goupille se ferme par une épine émoussée décorée d'une rosette.

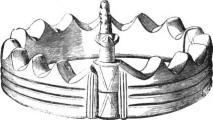
Couronne de Wende, trouvée à Lübheen en 1849 (illustration de 1899)

Le premier exemplaire a été découvert dans une ferme de Langen Trechpwn (aujourd'hui Ortseil à Bernitt) près de Bützow en creusant profondément dans la terre pour construire une grange, et était recouvert d'un patine brillante d'un vert profond. Le deuxième exemplaire a été découvert en 1843 à Admannshagen près de Doberan : elle reposait dans une urne dans un petit tumulus. Sa base était cassée et tordue. Elle est constituée (à l'exception de la goupille) non de bronze, mais plutôt de cuivre. La troisième pièce a été retrouvée à Lübtheen et différence des autres par sa grosseur (16,7 centimètres de diamètre) et par sa fabrication par moulage creux. Un quatrième exemplaire, trouvée par Lisch dans les collections du grand-duc de Schwerin et nommé "couronne de Schwerin" est d'origine inconnue et de forme inédite, notamment car il ne possède que des élévations applaties.
Lors de la découverte du premier exemplaire, on lui a donné le surnom de "couronne de Wende". Cela correspondait à l'époque à l'idée dominante de l'archéologie à cette époque au Mecklenbourg et à une tradition remontant au Wandalia d'Albert Krantz, qui attribuait l'héritage préhistorique entier de la région au peuple Wendes. Une discussion s’ensuit au cours de laquelle Georg Christian Friedrich Lisch reconnut l’origine germanique des anneaux, mais les data au début de l’âge du bronze. Robert Beltz lia l'exemplaire de 1899 à la culture de la Tène, soit vers  environ 300 ACN. Il indiqua aussi que non seulement la couronne ne devrait pas porte le titre de "Wende", mais qu'en plus le nom même de "couronne" était discutable. Il les comparait à des anneaux dont la partie supérieure présente des élévations plus ou moins fortes, fabriqués à l’origine via des tôles de bronze, puis coulés en exemplaires de plus en plus renforcés. Ces anneaux semblent tous s'ouvrir par l'avant, et il s'agirait visiblement plus d'un bijou de cou. Adolf Hollnagel catalogua logiquement la trouvaille dans cette catégorie.

## Usage
Malgré les propos et les découvertes des milieux d'archéologistes, la couronne de Wende est devenue dans la seconde moitié du XIXe siècle un symbole national pour le Mecklembourg. Elle a été utilisée de façon héraldique, comme un objet émaillé de vert, serti d'une émeraude, avec une structure en forme de tour en son centre, et est désormais considéré comme le symbole antique des souverains Abodrites qui dominaient autrefois le territoire de l’actuel Mecklembourg.

### Ordres dynastiques et armoiries
Article détaillé : Ordre de la Couronne de wende
L'ordre grand-ducal de la couronne de Wende a été fondé le 12 mai 1864 par les deux grand-ducs de Mecklembourg Frédéric-François II et Frédéric-Guillaume, comme "reconnaissance d'honneur et de respect les plus élevés et pour la reconnaissance de services particuliers". La dénomination de l'ordre est parfois écourtée pour être nommé comme "la couronne de Wende".
La médaille de l'ordre contient en son centre une figuration de la couronne de Wende en minerai pour la classe de grande-croix, et en or pour toutes les autres. Une plus grosse image de la couronne se trouve sur la chaîne de l'ordre.
De 1884 à 1918, la couronne de Wende figurait comme couronne héraldique et sur le timbre des armoiries de Mecklembourg-Schwerin.

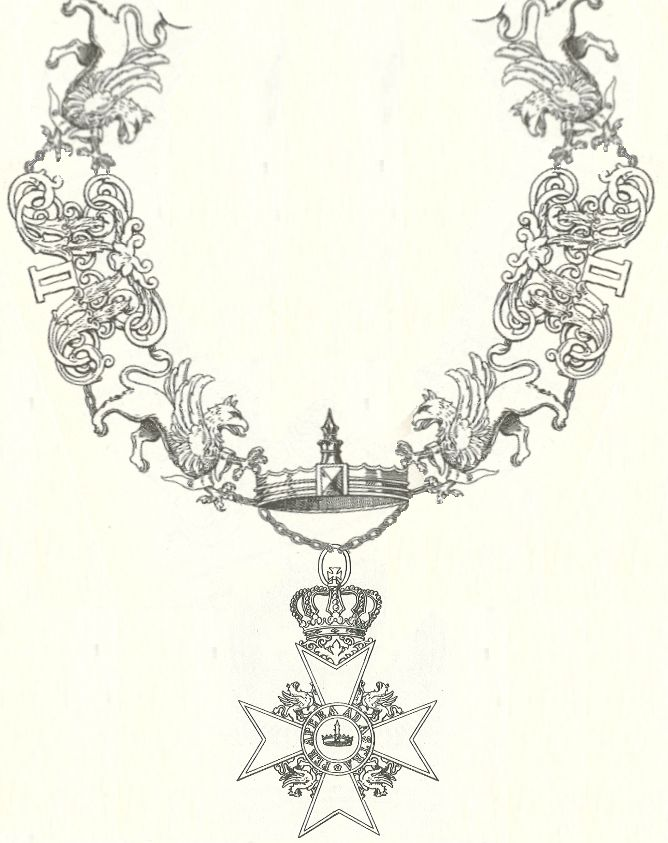
Chaine de l'Ordre de la Couronne de Wende
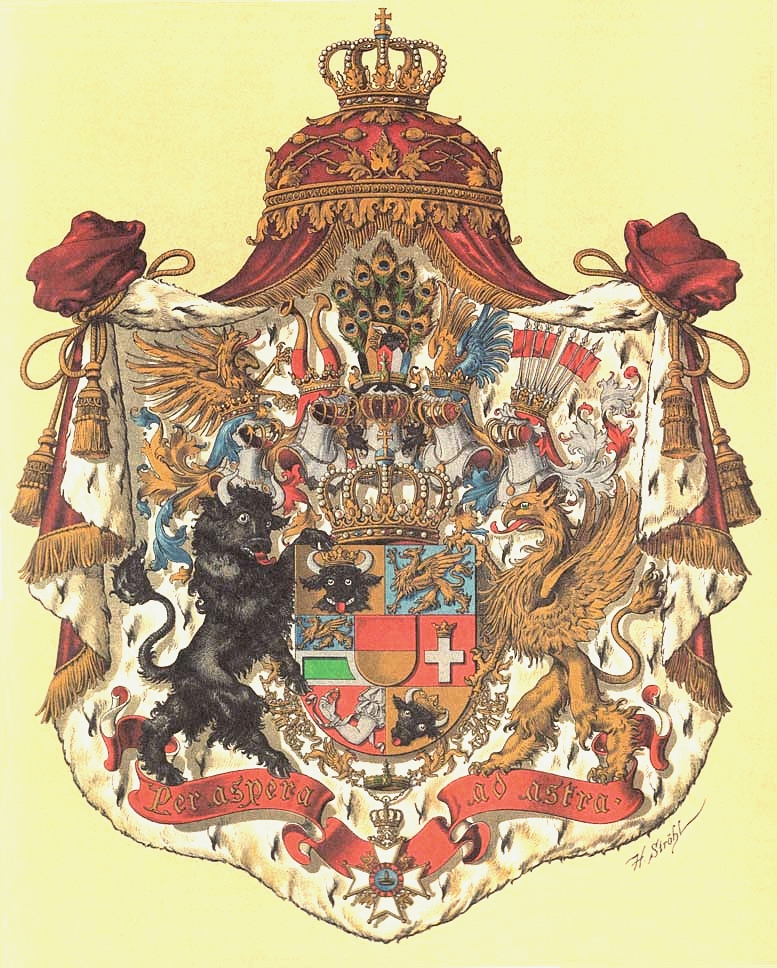
Armoiries de Mecklembourg-Schwerin avec la couronne de Wende sur le timbre

### Monuments

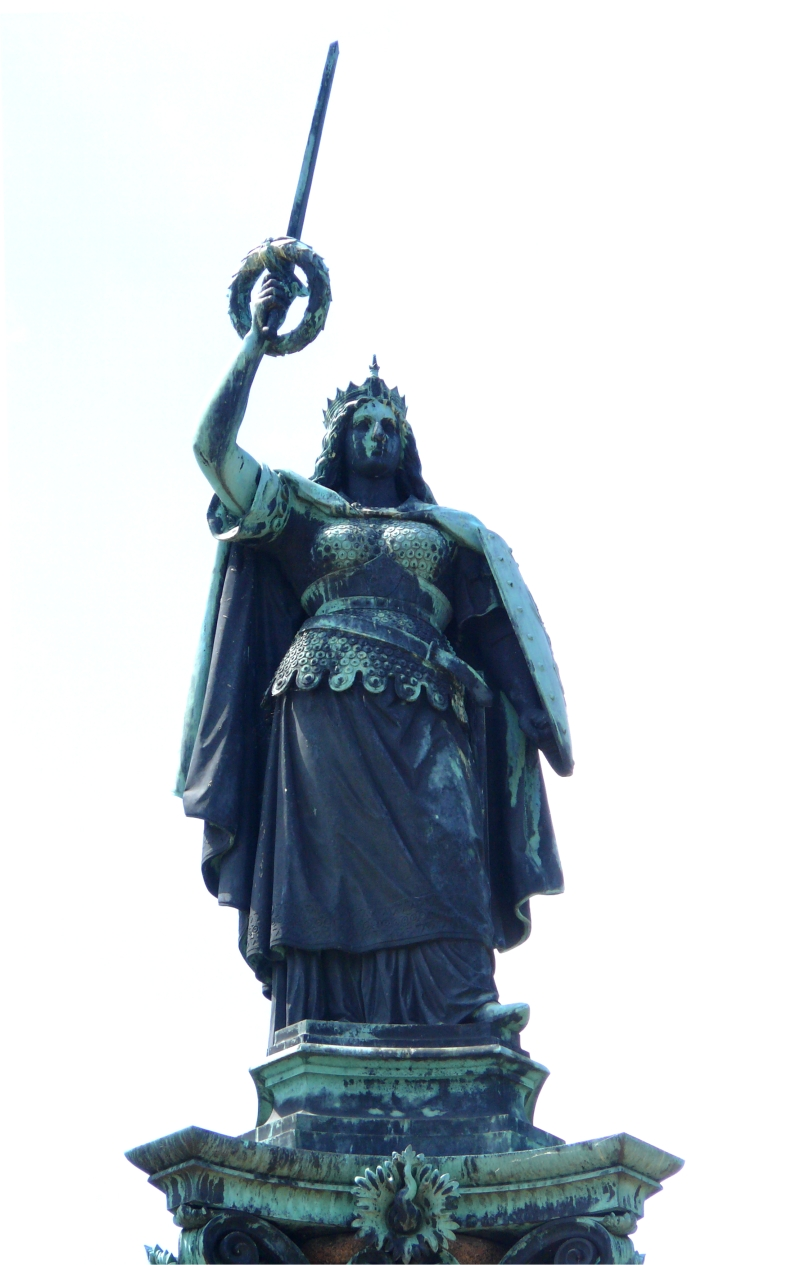
Statue de la colonne de la victoire avec la couronne wende

Certains monuments commémoratifs du Mecklembourg étaient (et sont parfois encore) surmontés par la couronne de Wende. Un exemple peut être trouvé sur la tête de la statue de la colonne de la victoire dans les Vieux Jardins de Schwerin.

### Littérature
La couronne de Wende a également été utilisée comme symbole littéraire et dramaturgique pour le Mecklembourg. En 1891, Jean Bernard Muschi publie Die Wendische Krone als Vaterländisches Schauspiel in fünf Akten  et Helene von Krause écrit en 1912  Unter der wendischen Krone: Wanderungen durch Mecklenburg.